# Bulle d'or de Rimini
Pour les articles homonymes, voir Bulle d'or (homonymie).

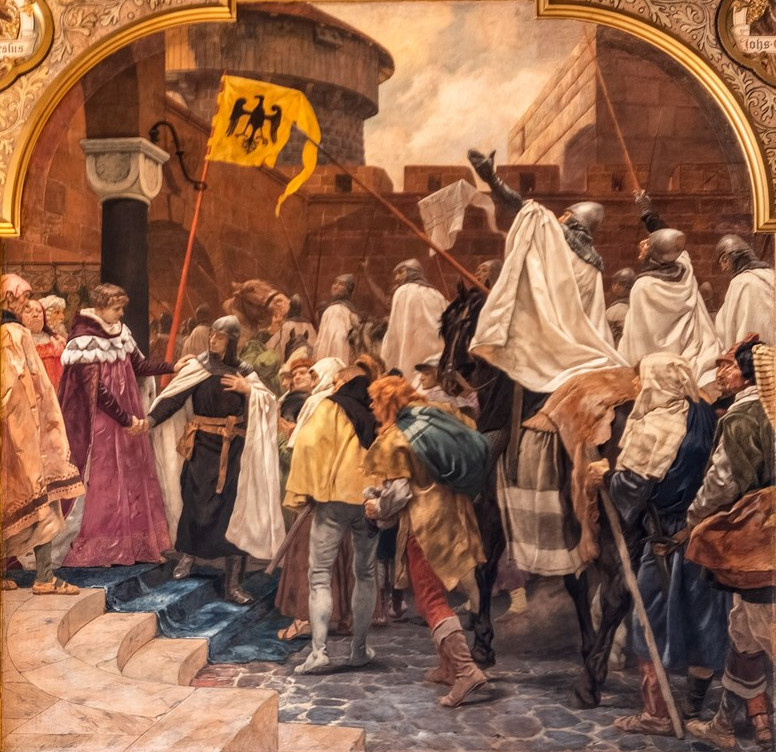
L'empereur Frédéric II prend congé des Teutoniques (fresque de l'université Philippe de Marbourg).

La bulle d’or de Rimini est une bulle d'or promulguée par l'empereur romain germanique Frédéric II lors de la diète de Rimini en mars 1226 pour confirmer les possessions des Chevaliers teutoniques en Prusse. Premier des trois actes relatifs à cette cession de territoire, elle sera confirmée par le « Traité de Kruschwitz » avec le souverain polonais Conrad Ier de Mazovie en 1230, puis par la « bulle papale de Rieti » en 1234.

## Contexte
Le duc Piast Conrad Ier de Mazovie avait lancé plusieurs Croisades baltes et en 1222-23, il avait même tenté de conquérir sur les Prussiens païens la Cujavie, à l’est de la Vistule. Avec l’appui de ses cousins polonais Lech le Blanc et Henri Ier le Barbu, il fut d'abord victorieux, mais la contre-attaque des Prussiens finit par menacer la sécurité du duché de Mazovie, objet de continuels assauts. En 1224, le duc finit par entrer en négociation avec les Chevaliers teutoniques pour rétablir sa puissance militaire et tâcher de stabiliser la situation,.
Depuis 1211, l’Ordre Teutonique, dirigé par le Grand Maître Hermann de Saltze, occupait le Pays de la Bârsa en Transylvanie. Avant l'appel à l'aide de Conrad de Masovie, les Chevaliers avaient répondu à la proposition du roi André II de Hongrie de coloniser, pacifier et défendre la Marche de Hongrie contre les Coumans ; mais alors qu'ils tentaient d'y fonder un état autonome en terre hongroise, uniquement soumis à l'autorité du pape Honorius III, on les avait expulsés. Aussi Hermann de Saltze attendit-il la confirmation directe par l’Empereur romain germanique des possessions de l’Ordre avant de partir vers la Prusse,,.

## La Bulle
Conrad Ier de Mazovie s'y engageait à équiper les Chevaliers teutoniques en échange de leur épée afin de tenir son fief de Mazovie :

« Frère Conrad avait offert et promis de remettre à frère Hermann, Honorable Maître des Hospitaliers de Sainte-Marie-des-Teutoniques à Jérusalem...le pays de Culm séparant la marche des Prussiens et de les équiper afin qu'ils puissent s'emparer de la Prusse... Nous reconnaissons que ce pays appartient à l'empire, nous reconnaissons le jugement du Maître... nous reconnaissons toute terre de Prusse comme relevant de toute antiquité de l'autorité de l'empire... »

Cette autorisation impériale fut paraphée par un grand nombre de princes : les archevêques de Magdebourg, Ravenne, Tyr, Palerme et Reggio, les évêques de Bologne, Rimini, Cesena, Mantoue et de Tortosa, les ducs de Saxe et de Spolète, et le margrave de Montferrat.

## Confirmation
Le duc Conrad n'avait au fond aucunement l'intention de céder la Cujavie aux chevaliers allemands, et c'est pourquoi en 1228 il créa de son côté un ordre chevaleresque à sa solde, l’Ordre de Dobrzyń (Fratribus Militiæ Christi), auquel il octroya la terre de Dobrzyń. Mais les quelques frères qui le composaient n'étaient guère en mesure de tenir seuls les marches de Mazovie contre les raids prussiens et Conrad restait sous la menace de perdre son duché.

### Le traité de Kruszwica
Le traité de Kruszwica aurait été signé le 16 juin 1230 : par cet acte, le duc Conrad cédait aux Chevaliers teutoniques, commandés par le Grand Maître Hermann de Saltze, et à l’Ordre de Dobrzyń la Cujavie ainsi que tous les territoires conquis sur les Prussiens. On n'en connaît le texte que par des références postérieures, l’original ayant été perdu. Selon l’historien Max Perlbach (1848-1921), ç'aurait été un apocryphe produit par les Chevaliers teutoniques pour asseoir sur des bases légales leurs droits sur leurs biens séculiers.

### La bulle d'or de Rieti
En 1234, le pape Grégoire IX fulmina la « bulle d'or de Rieti (Pietati proximum) », confirmant les accords précédents, à savoir que les territoires prussiens de l’Ordre ne relevaient que de l'autorité du pape, non du fief d'une puissance séculière ou ecclésiastique. Et quoique la Curie romaine eût officieusement donné son approbation, Hermann von Salza insista pour disposer d'un acte écrit.
Le diocèse de Varmie est créé en 1243 par Guillaume de Modène, le légat du pape.
La bulle sera confirmée par le pape Alexandre IV en 1257.

## Voir également
- Croisades baltes